# 西江寺 (箕面市)
西江寺（さいこうじ）は、大阪府箕面市箕面公園にある高野山真言宗の寺院。聖天宮西江寺（しょうてんぐうさいこうじ）とも称する。箕面滝に行く途中にある。地元では「みのおの聖天さん」と呼ばれ親しまれている。

## 歴史
寺伝によれば、658年に役小角（役行者）によって開山されたという。ある日、光の中から老翁に化身した大聖歓喜天が現れ、役小角はこの箕面山を日本最初の歓喜天霊場としたという。
かつては、摂津国神宮寺と称していたが、明治時代末期に聖天宮西江寺と改称した。
本堂には役行者作と伝承する大聖歓喜天像が祀られている。また、室町時代中期に作られたと伝えられる大黒天も祀られている。

## 年中行事
- 1月1日 元旦祭修正会
- 1月7日 - 1月13日 日本最初大聖歓喜天大欲油供
- 1月15日 とんど焼き
- 1月1日 - 1月15日　阪急沿線西国七福神神詣り
- 2月3日 節分厄除星祭り
- 4月16日 春季大祭
- 10月15・16日 天狗祭り
  - 15日夜に宵宮、16日昼に悪魔払い、16日夜に本宮が行われる。
- 10月第1土・日曜日 蟲供養万燈会
  - 全ての生物が供養される。
- 10月15日・16日 秋季大祭

## 交通アクセス・所在地
〒562-0001 大阪府箕面市箕面2-5-27
- 阪急箕面線箕面駅から北へ徒歩。